# Municipio Maguarichi
Koordinaten: 27° 52′ N, 108° 0′ W
Maguarichi ist ein Municipio mit etwa 2000 Einwohnern im mexikanischen Bundesstaat Chihuahua. Das Municipio hat eine Fläche von 1008 km². Verwaltungssitz und größter Ort des Municipios ist das gleichnamige Maguarichi.

## Geographie
Das Municipio Maguarichi liegt im Südwesten des Bundesstaats Chihuahua auf einer Höhe zwischen 900 m und 2800 m. Es zählt zur Gänze zur physiographischen Provinz der Sierra Madre Occidental und liegt vollständig in der hydrologischen Region Sinaloa und entwässert in den Golf von Kalifornien. Die Geologie des Municipios wird zu 96 % von rhyolithischem Tuff bestimmt bei 4 % Andesit; vorherrschende Bodentypen im Municipio sind der Leptosol (49 %), Regosol (36 %), Phaeozem (11 %) und Luvisol (4 %). 96 % des Municipios sind bewaldet, 3 % werden als Weideland genutzt.
Das Municipio grenzt an die Municipios Bocoyna, Ocampo, Uruachi, Urique und Guazapares.

## Bevölkerung
Beim Zensus 2010 wurden im Municipio 1921 Menschen in 527 Wohneinheiten gezählt. Davon wurden 438 Personen als Sprecher einer indigenen Sprache registriert, darunter 410 Sprecher der Tarahumara-Sprache. 20 Prozent der Bevölkerung waren Analphabeten. 715 Einwohner wurden als Erwerbspersonen registriert, wovon 81 % Männer bzw. 9 % arbeitslos waren. 47 Prozent der Bevölkerung lebten in extremer Armut.

## Orte
Das Municipio Maguarichi umfasst 72 bewohnte localidades, von denen lediglich der Hauptort vom INEGI als urban klassifiziert ist. Zwei Orte wiesen beim Zensus 2010 eine Einwohnerzahl von über 100 auf: Maguarichi (801 Einwohner) und Ocoviachi (232 Einwohner).